# Warlus, Somme
Warlus là một xã ở tỉnh Somme, vùng Hauts-de-France, Pháp.

## Địa lý
Thị trấn này có cự ly khoảng 16 dặm Anh (26 km) về phía tây của Amiens, trên đường D18.

## Dân số
| 1962                                                  | 1968 | 1975 | 1982 | 1990 | 1999 |
| ----------------------------------------------------- | ---- | ---- | ---- | ---- | ---- |
| 229                                                   | 238  | 218  | 249  | 219  | 225  |
| Số liệu dân số từ năm 1962, dân số không tính hai lần |      |      |      |      |      |

## Địa điểm nổi bật
- Nhà thờ thế kỷ 16 Saint-Apre.